# 伊索纳和孔卡德利亚
伊索纳和孔卡德利亚（加泰罗尼亚语：Isona i Conca Dellà），是西班牙加泰罗尼亚莱里达省的一个市镇。 总面积135.3平方公里，总人口1053人（2013年），人口密度7.8人/平方公里。